# Leptothorax kemali
Leptothorax kemali är en myrart som beskrevs av Santschi 1934. Leptothorax kemali ingår i släktet smalmyror, och familjen myror. Inga underarter finns listade i Catalogue of Life.